# Ever (album IQ)
Ever – szósty album studyjny brytyjskiego, neoprogresywnego zespołu IQ, wydany w 1993 roku. Jest to pierwszy album od czasów The Wake, nagrany z wokalistą, Peterem Nichollsem. W porównaniu z poprzednimi dwoma albumami nagranymi z wokalistą, P. L. Menelem, obfituje on w bardziej złożone i rozbudowane, progresywne kompozycje.

## Spis utworów
1. „The Darkest Hour” – 10:52
2. „Fading Senses” – 6:36
3. „Out Of Nowhere” – 5:10
4. „Further Away” – 14:30
5. „Leap Of Faith” – 7:22
6. „Came Down” – 5:57

## Skład zespołu
- Peter Nicholls – wokal prowadzący
- Martin Orford – instrumenty klawiszowe, flet, wokal wspierający
- Mike Holmes – gitary
- John Jowitt – gitara basowa, wokal wspierający
- Paul Cook – perkusja